# Victaphanta milligani
Victaphanta milligani är en snäckart som först beskrevs av Ludwig Pfeiffer 1853.  Victaphanta milligani ingår i släktet Victaphanta och familjen Rhytididae. Inga underarter finns listade i Catalogue of Life.